# Uruana de Minas
Uruana de Minas är en kommun i Brasilien.   Den ligger i delstaten Minas Gerais, i den sydöstra delen av landet, 170 km öster om huvudstaden Brasília. Antalet invånare är 3 238.
Omgivningarna runt Uruana de Minas är huvudsakligen savann. Runt Uruana de Minas är det mycket glesbefolkat, med 4 invånare per kvadratkilometer.